# Пятнадцать копеек
Пятнадцать копеек — монета номиналом 15 копеек. Разговорное название — пятиалтынный или пятиалтынник, которое происходит от слова «алтын», эквивалента трёх копеек.
Попытка чеканки такой серебряной монеты была впервые предпринята в России при Елизавете Петровне (в 1760 и 1761 годах были выпущены пробные монеты) с намерением создать разменный номинал, промежуточный между гривенником (10 копеек) и четвертаком (25 копеек). Затем, при Петре III в 1762 году также была выпущена пробная монета номиналом в 15 копеек. Регулярный выпуск монет начался только при Екатерине II в 1764 году из серебра 750 пробы. После смерти Екатерины II чеканка монеты была остановлена. C 1832 по 1841 в выпуске русско-польских монет с двойным обозначением номинала выпускалась серебряная монета 15 копеек/1 злотый. С 1860 года был восстановлен выпуск всероссийской разменной монеты в 15 копеек из серебра 750 пробы (с 1867 года — 500 пробы), который длился вплоть до крушения Российской империи.
Выпуск 15-копеечных монет (по весовым стандартам царской чеканки) был восстановлен в РСФСР в 1921 году (монеты чеканились из серебра 500-й пробы). С 1924 года монеты выпускались с гербом Советского Союза также из серебра 500-й пробы. С 1931 по 1957 год монета чеканилась из никелевого сплава, а с 1961 и до 1991 из медно-никелевого сплава, после чего выпуск её был прекращён из-за вспыхнувшей инфляции и более не возобновлялся. Дизайн монеты неоднократно менялся, например в 1961 году, когда монеты более ранних серий были выведены из обращения.

## Галерея

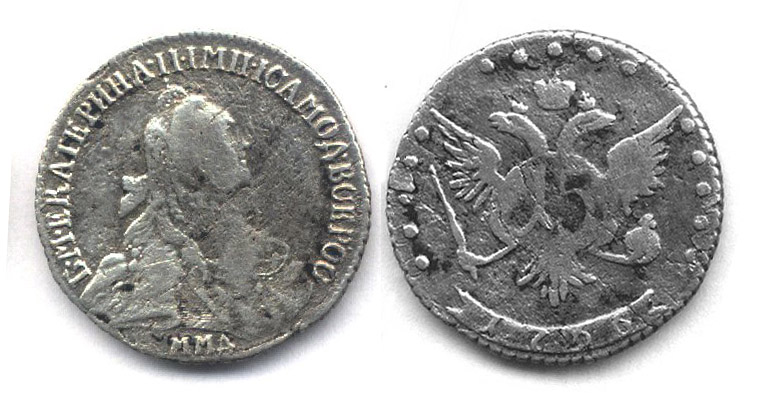
15 копеек  1766, серебро
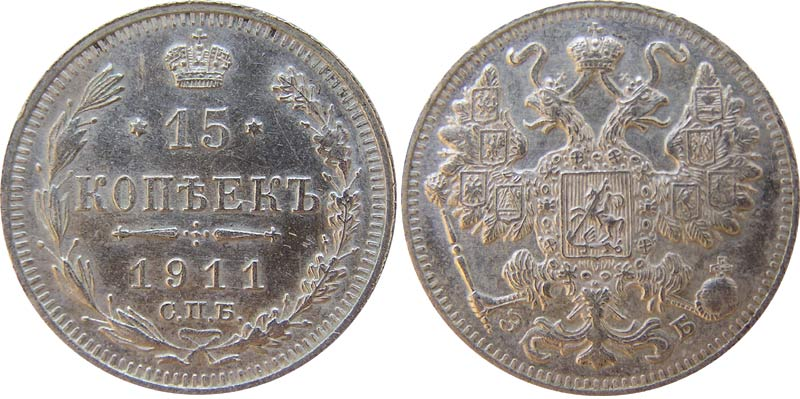
15 копеек 1911, серебро
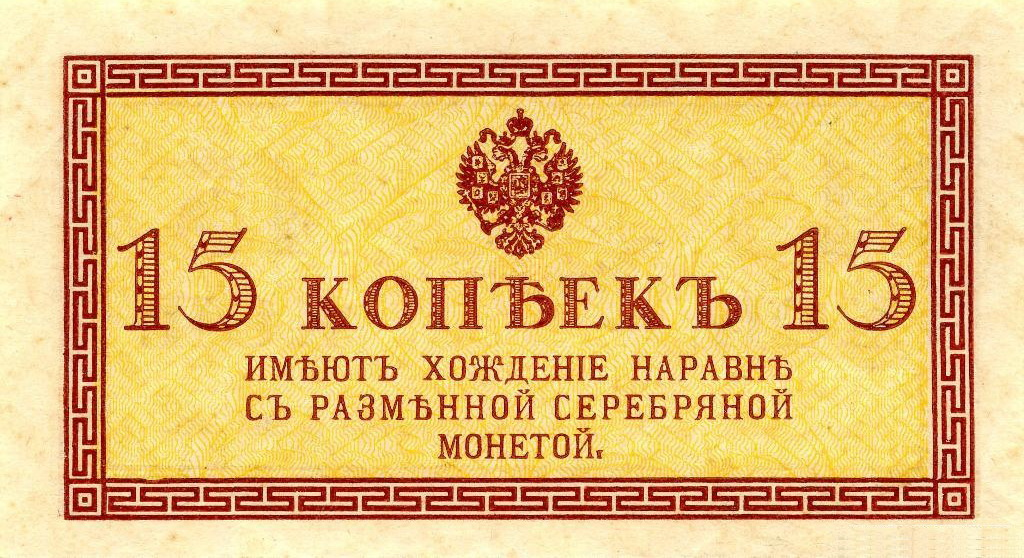
Денежный знак 15 копеек Николая II 1915 (аверс)
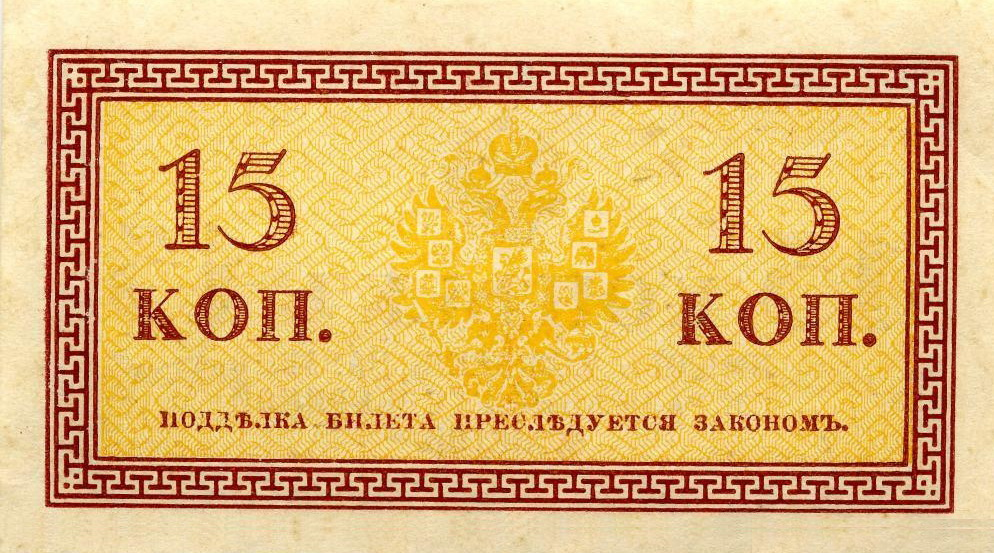
Денежный знак 15 копеек Николая II 1915 (реверс)
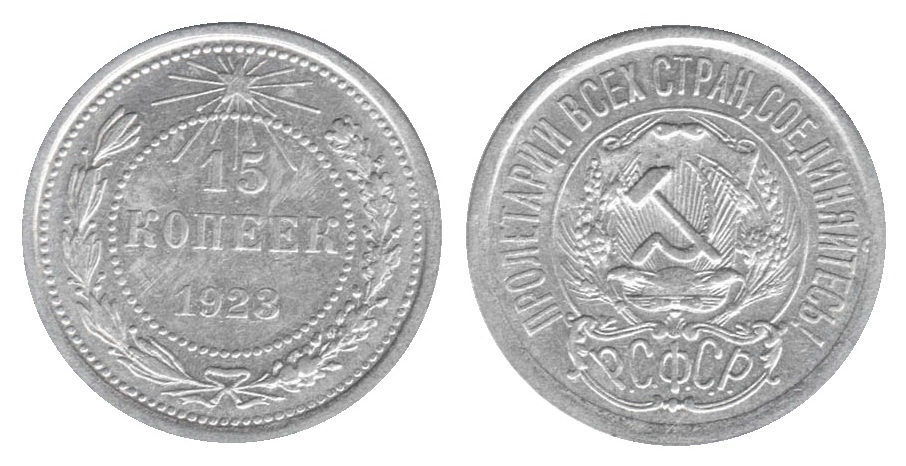
15 копеек образца 1921
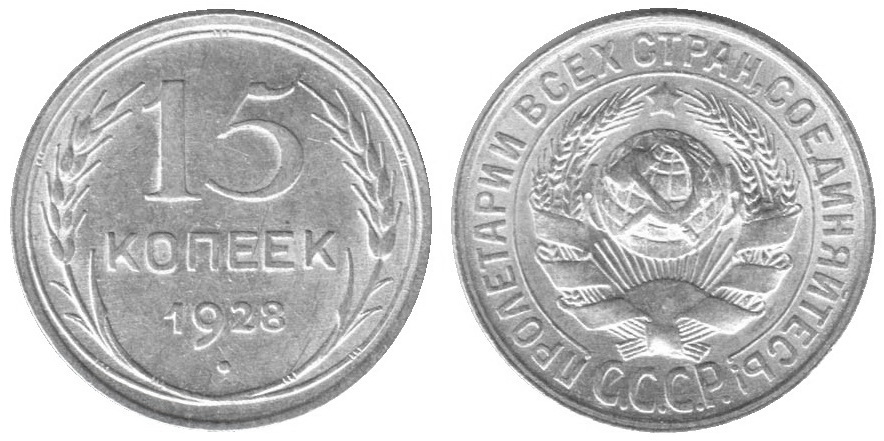
15 копеек образца 1924
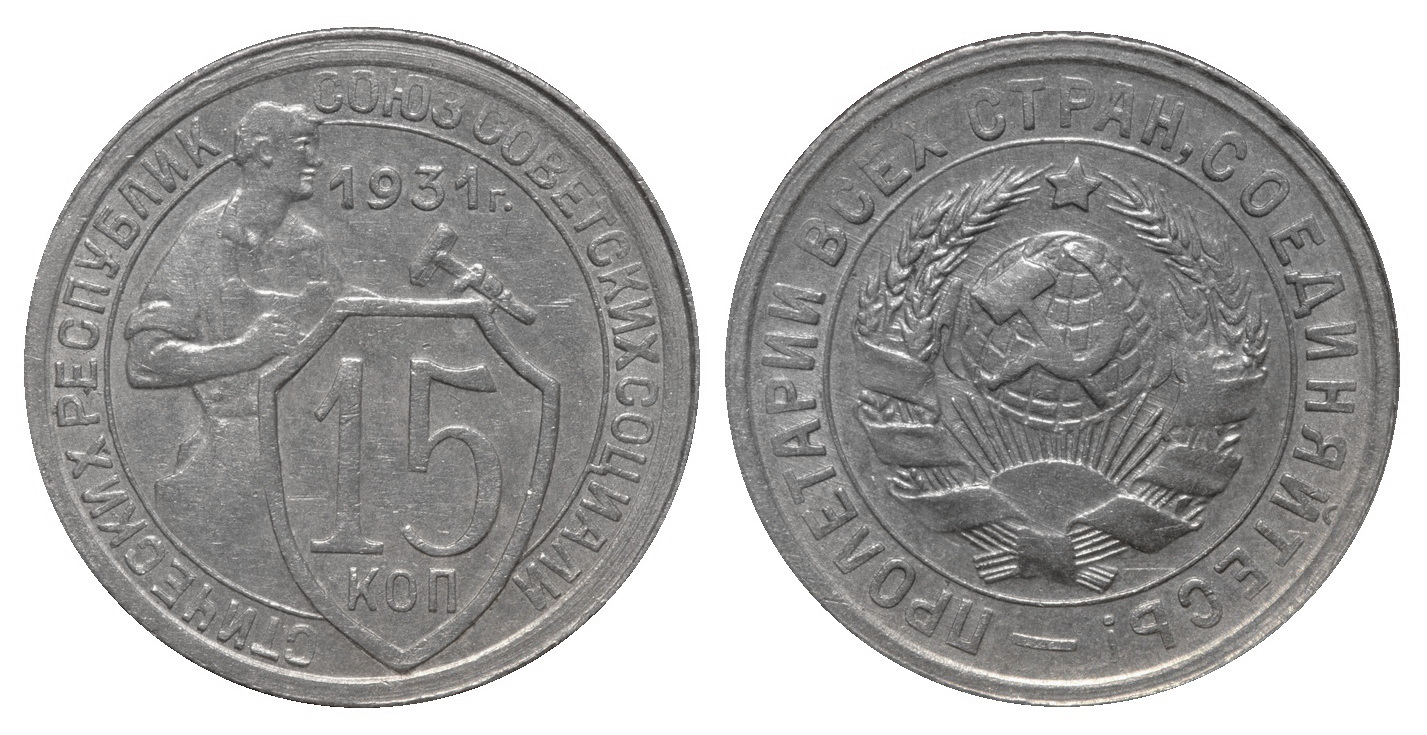
15 копеек образца 1931—1934
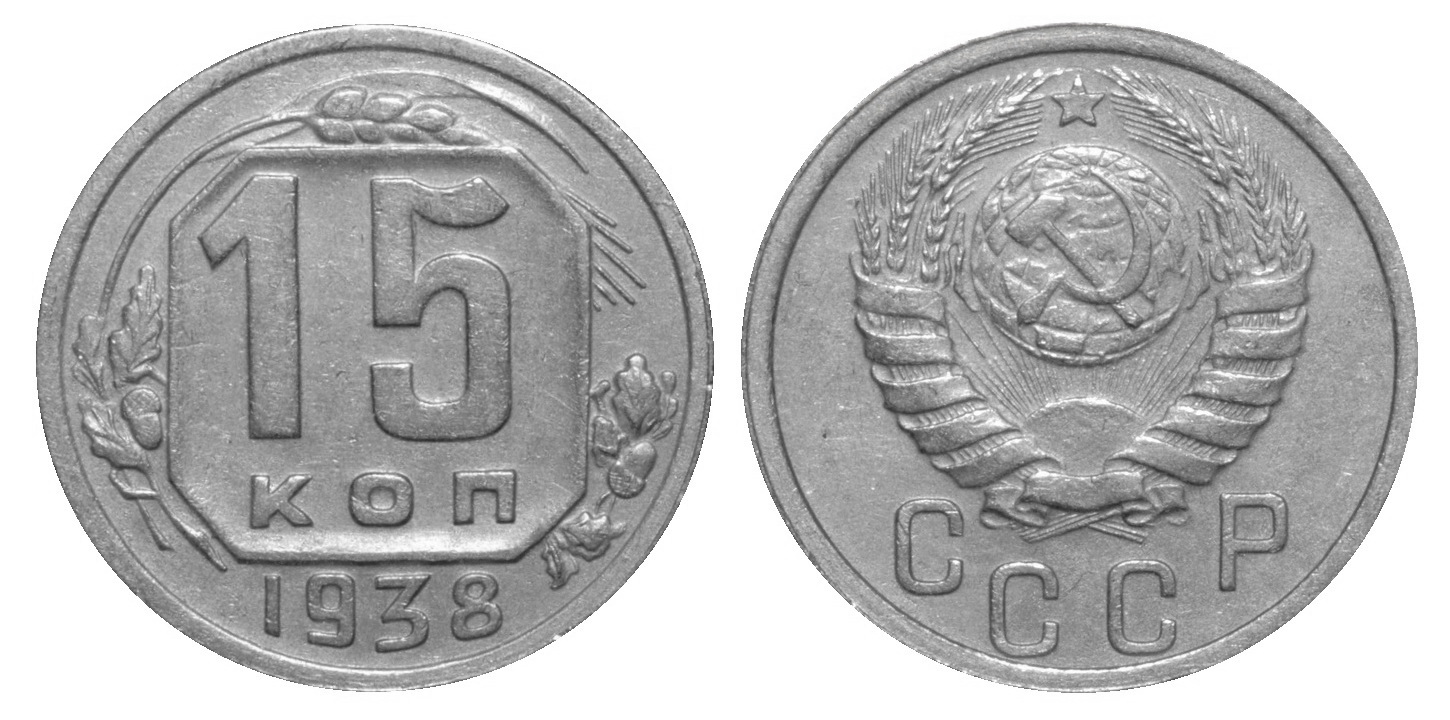
15 копеек образца 1937
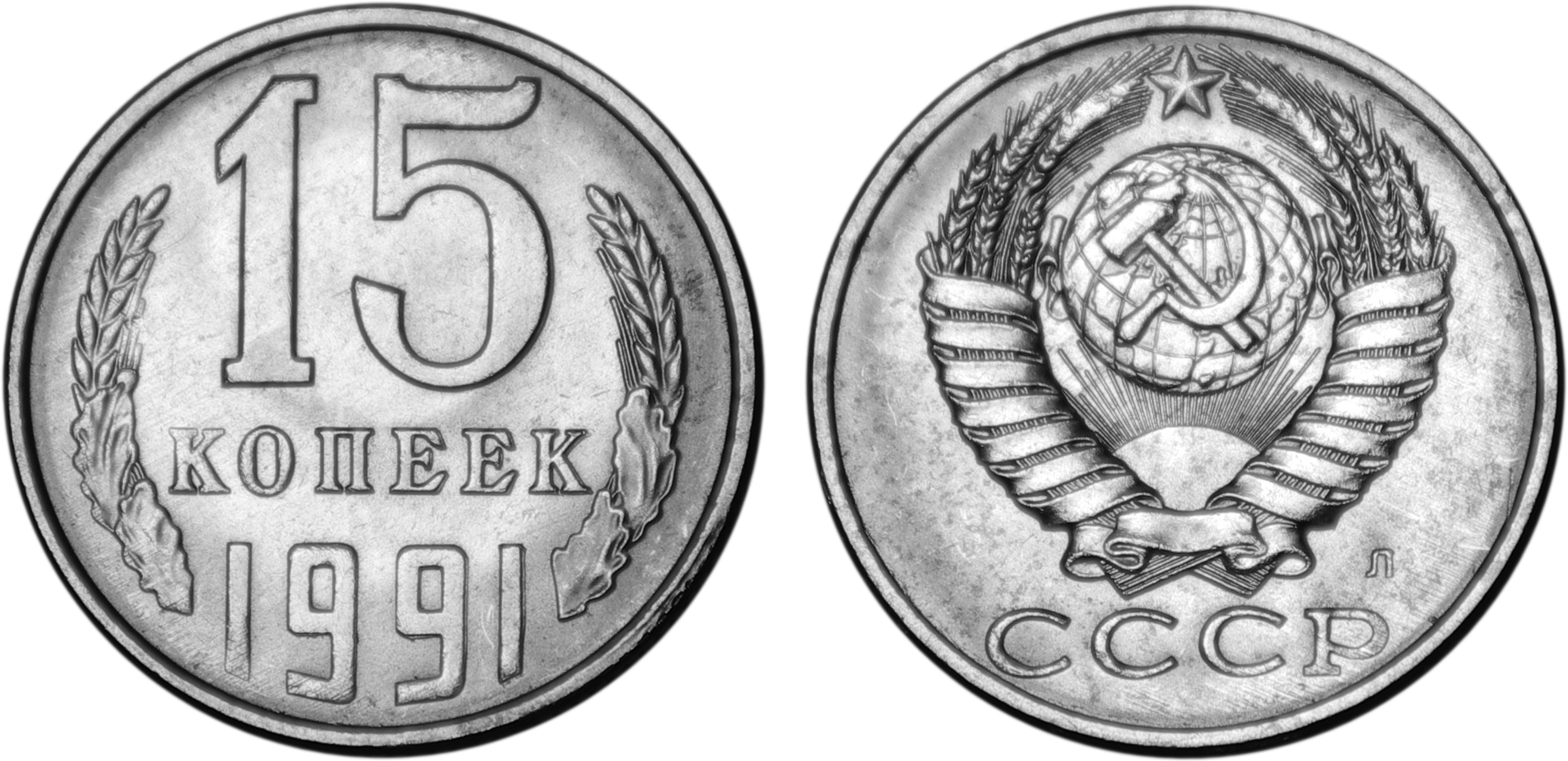
15 копеек образца 1961
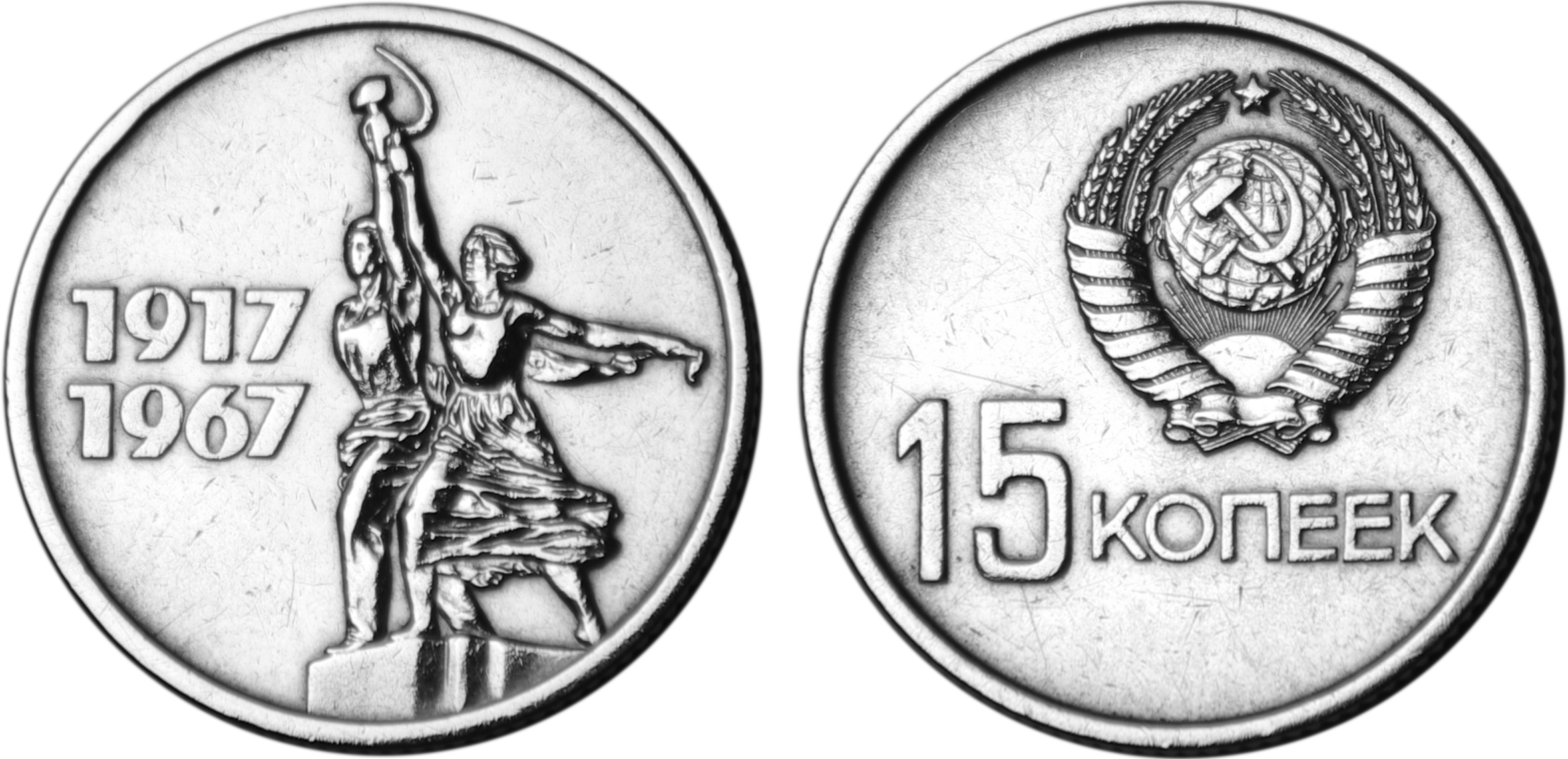
юбилейные 15 копеек, 1967.